# Corythomantis
Corythomantis é um gênero de anfíbios da família Hylidae.
As seguintes espécies são reconhecidas:
- Corythomantis galeata Pombal, Memezes, Fontes, Nunes, Rocha & Van Sluys, 2012
- Corythomantis greeningi Boulenger, 1896